# 白花苋属
白花苋属（学名：Aerva）是苋科下的一个属，为草本或亚灌木植物。该属共有10种，分布于亚洲和非洲的热带至温带地区。